# Traian Elisievici
Traian Elisievici (n. 1889 – d. 1944) a fost un general român care a luptat în cel de-al Doilea Război Mondial.
A absolvit Școala Militară de Ofițeri în 1911. A fost înaintat la gradul de colonel la 16 octombrie 1935 și la gradul de general de brigadă intendant la 10 mai 1941. Traian Elisievici este înmormântat la cimitrul Bellu din București.